# Asia Rugby Women's Championship 2016
L’Asia Rugby Women’s Championship 2016 fu il 9º campionato asiatico di rugby a 15 femminile.
Organizzato da Asia Rugby, esso vide la partecipazione di due squadre nazionali (originariamente avrebbero dovuto essere tre, ma il Kazakistan fu ritirato dalla competizione perché la propria federazione decise di finanziare la squadra a sette in ottica olimpica tagliando i fondi alle rappresentative a 15 maschili e femminili), Giappone e Hong Kong che si incontrarono il 7 e il 28 maggio 2016 in due gare con la formula dell’andata e ritorno.
Il torneo fu parte delle qualificazioni alla Coppa del Mondo 2017 in quanto le sue due migliori squadre avrebbero partecipato a un ripescaggio interzona da disputarsi a dicembre 2016 contro la migliore oceaniana e la migliore africana; tuttavia la defezione del Kazakistan fece sì che Giappone e Hong Kong avanzassero automaticamente al turno successivo, e quindi il torneo ebbe di fatto solo lo scopo di determinare la squadra campione asiatica.
Le due partite furono di fatto un monologo giapponese: a Hong Kong le atlete del Sol Levante ipotecarono la vittoria finale grazie anche a una maggiore esperienza internazionale maturata nei confronti delle avversarie, che avevano giocato il loro ultimo test match più di sei mesi prima, vincendo 39-3 con sette mete a zero.
Il ritorno a Tokyo vide Hong Kong tenere bene il campo per tre quarti di gara: fino al 66’, infatti, le giapponesi conducevano ancora solo 15-3, poi nell’ultimo quarto d’ora marcarono altre tre mete e fissarono il punteggio sul 30-3.
Per il Giappone si trattò del secondo titolo assoluto e consecutivo.

## Formula
Inizialmente previsto come torneo a girone unico secondo il nuovo formato ufficializzato nell'edizione precedente, divenne un torneo in gara doppia di andata e ritorno tra le due contendenti rimaste dopo il ritiro del Kazakistan; l'esito del confronto diretto avrebbe determinato la squadra campione.

## Squadre partecipanti
- Giappone
- Hong Kong

## Incontri
| Arbitro: | Eunice Tay Gek Sie |

|                  |      |                                                                            |
|                  | mt   | 6’ Tsutsumi 13’, 77’ Tasaka 23’ Hirano 26’ Suzuki 71’ Terauchi 80’ Hyugaji |
|                  | tr   | 13’, 77’ Tasaka                                                            |
| Poon Pak Yan 30’ | c.p. |                                                                            |

| Arbitro: | Charlie Brown |

|                                                                 |      |                  |
| Minami 8’ Homma 35’ Terauchi 57’ Sue 66’ Kurogi 70’ Hyugaji 76’ | mt   |                  |
|                                                                 | c.p. | 17’ Poon Pak Yan |

## Classifica
|  | Squadre   | G | V | N | P | PF | PS | P±  | B | PT |
|  | --------- | - | - | - | - | -- | -- | --- | - | -- |
|  | Giappone  | 2 | 2 | 0 | 0 | 69 | 6  | +63 | 2 | 10 |
|  | Hong Kong | 2 | 0 | 0 | 2 | 6  | 69 | −63 | 0 | 0  |